# Gemarkung Presseck
Die Gemarkung Presseck ist eine Gemarkung im Landkreis Kulmbach, die vollständig auf dem Kommunalgebiet des Marktes Presseck liegt. Sie hat eine Fläche von 4,849 km² und ist in 922 Flurstücke aufgeteilt, die eine durchschnittliche Fläche von 5258,94 m² haben. In ihr liegen die Gemeindeteile Fürstenhof und Presseck.
Die Nachbargemarkungen sind:
| - Gemarkung Heinersreuth - Gemarkung Schlackenreuth - Gemarkung Schnebes | - Gemarkung Schwand - Gemarkung Wildenstein |